# Regierung Breitling
Die Regierung Breitling bildete vom 15. April 1901 bis 3. Dezember 1906 die Landesregierung von Württemberg.
| Amt                                                             | Name                                                            |
| --------------------------------------------------------------- | --------------------------------------------------------------- |
| Ministerpräsident (Offiziell: Präsident des Staatsministeriums) | Wilhelm August von Breitling                                    |
| Äußeres und Königliches Haus                                    | Julius Freiherr von Soden vom 15. April 1901 bis 27. Juni 1906  |
| Äußeres und Königliches Haus                                    | Karl Hugo von Weizsäcker vom 27. Juni 1906 bis 3. Dezember 1906 |
| Inneres                                                         | Johann von Pischek                                              |
| Finanzen                                                        | Karl von Zeyer                                                  |
| Justiz                                                          | Wilhelm August von Breitling                                    |
| Krieg                                                           | Albert von Schnürlen vom 15. April 1901 bis 11. Juni 1906       |
| Krieg                                                           | Otto von Marchtaler vom 11. Juni 1906 bis 3. Dezember 1906      |
| Kultus                                                          | Karl Hugo von Weizsäcker vom 15. April 1901 bis 27. Juni 1906   |
| Kultus                                                          | Karl von Fleischhauer vom 27. Juni 1906 bis 3. Dezember 1906    |